# Guru Granth Sahib
Guru Granth Sahib (Adi Granth) är sikhismens heliga skrift på gurmukhi sedan 1604, men betraktas sedan 1708 som den levande, elfte gurun. 
Skriften är på 1 430 sidor och innehåller text från sikhismens grundare, de tio guruerna och från bland annat hinduiska och muslimska helgon. Den är placerad på en central plats i samtliga sikhiska tempel.